# Mesotritia
Mesotritia – rodzaj roztoczy z kohorty mechowców i rodziny Oribotritiidae.
Rodzaj ten został opisany w 1963 roku przez K. Forsslunda. Gatunkiem typowym wyznaczono Mesotritia testacea.
Mechowce te mają tarczki wentralne oddzielone od analnych i tarczki genitalnej za pomocą szwów. Szczeciny notogastralne obecne są u nich w liczbie 14 par, a genitalne 6 par. Czwarta para odnóży ma genua bez solenidiów.
Rodzaj kosmopolityczny, nieobecny jedynie w Australii.
Należą tu 32 opisane gatunki, zgrupowane w 3 podrodzajach:
- Mesotritia (Mesotritia) Jacot, 1929
- Mesotritia (Perutritia) Mahunka, 1988